# Paulys Realencyclopädie der classischen Altertumswissenschaft
De Paulys Realencyclopädie der classischen Altertumswissenschaft, ook Pauly-Wissowa, Pauly-Wissowa-Kroll of helemaal eenvoudig PW of RE genoemd, is een Duitstalige encyclopedie voor oudheidkunde.
Tot het internettijdperk was de RE de belangrijkste bron voor artikelen over een bijna onbeperkt aantal onderwerpen die de klassieke oudheid betroffen. De encyclopedie omvat, inclusief een groot aantal supplementen, meer dan 80 delen. De RE, waaraan gewerkt is tussen 1890 en 1980, is een complete revisie van een zesdelige encyclopedie voor oudheidkunde, waaraan gewerkt is door August Pauly (van 1839 tot diens dood in 1845) en die daarna in 1852 voltooid werd door Christian Waltz en Wilhelm Teuffel.
Georg Wissowa begon in 1890 vol ambitie aan een geheel nieuwe encyclopedie, maar daarvoor gebruikte hij wel de oude ‘Pauly’ als basis. Hij verwachtte er 10 jaar over te doen, maar het werden er – als het verschijnen van de index in 1980 meegerekend wordt – precies 90.
Kenmerkend voor de RE is dat alle artikelen geschreven zijn door toonaangevende geleerden op de vakgebieden van onder andere de geschiedenis van de oudheid, de archeologie en de klassieke talen. Gezien de lange ontstaansgeschiedenis van de RE is het overigens niet vreemd dat sommige artikelen al (sterk) verouderd waren ten tijde van de verschijning.

## Andere edities
De aanschaf van de complete RE was voor velen onmogelijk, gezien de kosten en het ruimtebeslag die deze encyclopedie met zich meebracht. Tussen 1964 en 1975 werd dan ook een compacte editie in vijf delen dundruk uitgegeven, de zogenaamde Kleine Pauly. De box met vijf delen compacte RE was en is populair bij studenten en wetenschappers. Om een groot aantal artikelen in de RE te actualiseren en te reviseren werd in 1996 begonnen aan een nieuw project, dat resulteerde in 18 delen van de zogenaamde ‘Neue Pauly’. Hieraan werden tussen 2004 en 2012 nog zeven supplementen toegevoegd.
Verschenen tot dan toe alle werken in het Duits, uitgeverij Brill verzorgde tussen 2002 en 2014 een Engelstalige editie in 28 delen (inclusief supplementen). Dit werk, Brill’s New Pauly: Encyclopaedia of the Ancient World geheten, kan tegen betaling ook online geraadpleegd worden. 

## Het hoofdwerk: de RE
De delen van de oorspronkelijke RE zijn als volgt opgezet:
Eerste serie, A–Q
- Band I, delen 1–2, Aal–Apollokrates (1894)
- Band II, deel 3, Apollon–Artemis (1895)
- Band II, deel 4, Artemisia–Barbaroi (1896)
- Band III, deel 5, Barbarus–Campanus (1897)
- Band III, deel 6, Campanus ager–Claudius (1899)
- Band IV, deel 7, Claudius mons–Cornificius (1900)
- Band IV, deel 8, Corniscae–Demodoros (1901)
- Band V, delen 9-10, Demogenes–Ephoroi (1905)
- Band VI, deel 11, Ephoros–Eutychos (1907)
- Band VI, deel 12, Euxantios–Fornaces (1909)
- Band VII, deel 13, Fornax–Glykon (1910)
- Band VII, deel 14, Glykyrrhiza–Helikeia (1912)
- Band VIII, deel 15, Helikon–Hestia (1912)
- Band VIII, deel 16, Hestiaia–Hyagnis (1913)
- Band IX, deel 17, Hyaia–Imperator (1914)
- Band IX, deel 18, Imperium–Iugum (1916)
- Band X, deel 19, Iugurtha–Ius Latii (1918)
- Band X, deel 20, Ius Liberorum–Katochos (1919)
- Band XI, deel 21, Katoikoi–Komödie (1921)
- Band XI, deel 22, Komogrammateus–Kynegoi + Register op banden I–X & Suppl. I–III (1922)
- Band XII, deel 23, Kynesioi–Legio (1924)
- Band XII, deel 24, Legio–Libanon (1925)
- Band XIII, deel 25, Libanos–Lokris (1926)
- Band XIII, deel 26, Lokroi–Lysimachides (1927)
- Band XIV, deel 27, Lysimachos–Mantike (1928)
- Band XIV, deel 28, Mantikles–Mazaion (1930)
- Band XV, deel 29, Mazaios–Mesyros (1931)
- Band XV, deel 30, Met–Molaris lapis + Register op banden I–XV, IA–IVA & Suppl. I–V (1932)
- Band XVI, deel 31, Molatzes–Myssi (1933)
- Band XVI, deel 32, Mystagogos–Nereae (1935)
- Band XVII, deel 33, Nereiden–Numantia (1936)
- Band XVII, deel 34, Numen–Olympia (1937)
- Band XVIII, deel 35, Olympia–Orpheus (1939)
- Band XVIII, deel 36.1, Orphische Dichtung–Palatini (1942)
- Band XVIII, deel 36.2, Palatinus–Paranatellonta (1949)
- Band XVIII, deel 36.3, Paranomon graphe–Pax (1949)
- Band XIX, deel 37, Pech–Petronius (1937)
- Band XIX, deel 38, Petros–Philon (1938)
- Band XX, deel 39, Philon–Pignus (1941)
- Band XX, deel 40, Pigranes–Plautinus (1950)
- Band XXI, deel 41, Plautius–Polemokrates (1951)
- Band XXI, deel 42, Polemon–Pontanene (1952)
- Band XXII, deel 43, Pontarches–Praefectianus (1953)
- Band XXII, deel 44, Praefectura–Priscianus (1954)
- Band XXIII, deel 45, Priscilla–Psalychiadai (1957)
- Band XXIII, deel 46, Psamathe–Pyramiden + Register over banden I–XXIII, IA–VIIIA & Suppl. I–VIII (1959)
- Band XXIV, deel 47, Pyramos–Quosenus (1963)

Tweede serie, R–Z
- Band IA, deel 1, Ra–Ryton (1914)
- Band IA, deel 2, Saale–Sarmathon (1920)
- Band IIA, deel 3, Sarmatia–Selinos (1921)
- Band IIA, deel 4, Selinuntia–Sila (1923)
- Band IIIA, deel 5, Silacenis–Sparsus (1927)
- Band IIIA, deel 6, Sparta–Stluppi (1929)
- Band IVA, deel 7, Stoa–Symposion (1931)
- Band IVA, deel 8, Symposion–Tauris (1932)
- Band VA, deel 9, Taurisci–Thapsis (1934)
- Band VA, deel 10, Thapsos–Thesara (1934)
- Band VIA, deel 11, Thesauros–Timomachos (1936)
- Band VIA, deel 12, Timon–Tribus (1937)
- Band VIIA, deel 13, Tributum–M. Tullius Cicero (1939)
- Band VIIA, deel 14, M. Tullius Cicero–Valerius (1948)
- Band VIIIA, deel 15, Valerius Fabrianus–P. Vergilius Maro (1955)
- Band VIIIA, deel 16, P. Vergilius Maro–Vindeleia (1958)
- Band IXA, deel 17, Vindelici–Vulca (1961)
- Band IXA, deel 18, Vulcanius–Zenius (1967)
- Band XA, deel 19, Zenobia–Zythos (1972)

Supplementen en index
- Supplementband I, Aba–Demokratia (1903)
- Supplementband II, Herodes–Herodotos (1913)
- Supplementband III, Aachen–ad Iuglandem (1918)
- Supplementband IV, Abacus–Ledon + Delphoi (1924)
- Supplementband V, Agamemnon–Statilius (1931)
- Supplementband VI, Abretten–Thunudromon (1935)
- Supplementband VII, Adobogiona–Triakadieis (1940)
- Supplementband VIII, Achaios–Valerius (1956)
- Supplementband IX, Acilius–Utis (1962)
- Supplementband X, Accaus–Uttiedius (1965)
- Supplementband XI, Abragila–Zengisa (1968)
- Supplementband XII, Abdigildus–Thukydides (1970)
- Supplementband XIII, Africa Proconsularis–Viae publicae Romanae (1973)
- Supplementband XIV, Aelius–Zone (1974)
- Supplementband XV, Acilius–Zoilos (1978)
- Register (1980)